# Belgische Gouden Schoen 2016
De Belgische Gouden Schoen 2016 werd op 8 februari 2017 uitgereikt. Het was de 63e keer dat de voetbaltrofee voor de beste speler in de Belgische competitie werd uitgedeeld. De uitreiking vond plaats in de AED Studios in Lint. José Izquierdo van Club Brugge won de prijs voor de eerste keer. Hij ontving de Gouden Schoen uit handen van bondscoach Roberto Martínez.
Voor het eerst kreeg ook de beste Belgische voetbalster een Gouden Schoen. De prijs ging naar Tessa Wullaert van VfL Wolfsburg. Haar werd de trofee uitgereikt door VTM-presentatrice Cathérine Moerkerke.
Het gala werd uitgezonden door VTM en gepresenteerd door Maarten Breckx en Birgit Van Mol, geassisteerd door Niels Destadsbader.

## Prijsuitreiking

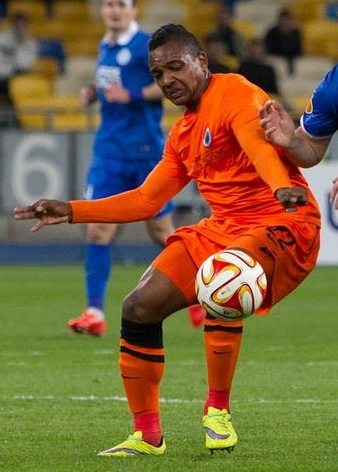
Gouden Schoen-winnaar José Izquierdo

### Winnaar
Club Brugge-spelers José Izquierdo, Ruud Vormer en Hans Vanaken hadden in het seizoen 2015/16 een belangrijk aandeel in het veroveren van de landstitel. De drie werden op voorhand naar voren geschoven als de favorieten voor de Gouden Schoen. Łukasz Teodorczyk, de Poolse spits die in de zomer van 2016 van Dynamo Kiev naar RSC Anderlecht was verhuisd, werd als een outsider beschouwd omdat hij enkel in de tweede stemronde punten kon halen.
Izquierdo won de eerste stemronde overtuigend. Hij haalde 201 punten. In de tweede stemronde trok Teodorczyk aan het langste eind. De Pool, die het gala van de Gouden Schoen niet bijwoonde, verzamelde 183 punten en eindigde zo voor Vormer op de tweede plaats.
Voor het eerst werd ook de Gouden Schoen voor de beste Belgische speelster uitgereikt. De prijs ging naar Tessa Wullaert van VfL Wolfsburg.

### Nevenprijzen
Naast de hoofdprijs werden er ook zes nevenprijzen uitgedeeld. Club Brugge viel drie keer in de prijzen. Michel Preud'homme werd uitgeroepen tot beste coach, Ludovic Butelle tot beste doelman en de 40-jarige Timmy Simons kreeg de Lifetime Achievement Award. Wilfred Ndidi van KRC Genk scoorde het mooiste doelpunt van het jaar. Zijn ploeggenoot Leon Bailey werd verkozen tot beste jongere. Kevin De Bruyne van Manchester City werd voor het tweede jaar op rij verkozen als beste Belg in het buitenland.

## Uitslag

### Mannen
| Nr. | Land                 | Naam               | Club(s)                                 | Ptn. |
| --- | -------------------- | ------------------ | --------------------------------------- | ---- |
| 1.  | Vlag van Colombia    | José Izquierdo     | Club Brugge                             | 268  |
| 2.  | Vlag van Polen       | Łukasz Teodorczyk  | Dynamo Kiev / RSC Anderlecht            | 183  |
| 3.  | Vlag van Nederland   | Ruud Vormer        | Club Brugge                             | 86   |
| 4.  | Vlag van België      | Hans Vanaken       | Club Brugge                             | 76   |
| 5.  | Vlag van Algerije    | Sofiane Hanni      | KV Mechelen / RSC Anderlecht            | 61   |
| 6.  | Vlag van Spanje      | Alejandro Pozuelo  | KRC Genk                                | 38   |
| 7.  | Vlag van Frankrijk   | Soualiho Meïté     | Zulte Waregem                           | 30   |
| 8.  | Vlag van Israël      | Lior Refaelov      | Club Brugge                             | 30   |
| 9.  | Vlag van Senegal     | Mbaye Leye         | Zulte Waregem                           | 29   |
| 10. | Vlag van Nigeria     | Wilfred Ndidi      | KRC Genk                                | 23   |
| 11. | Vlag van België      | Björn Engels       | Club Brugge                             | 22   |
| 12. | Vlag van Algerije    | Ishak Belfodil     | Baniyas SC / Standard Luik              | 21   |
| 13. | Vlag van Togo        | Mathieu Dossevi    | Standard Luik                           | 21   |
| 14. | Vlag van België      | Sven Kums          | KAA Gent                                | 21   |
| 15. | Vlag van Jamaica     | Leon Bailey        | KRC Genk                                | 16   |
| 16. | Vlag van Frankrijk   | Jérémy Perbet      | Sporting Charleroi / KAA Gent           | 15   |
| 17. | Vlag van België      | Jelle Vossen       | Club Brugge                             | 12   |
| 18. | Vlag van België      | Thomas Meunier     | Club Brugge / Paris Saint-Germain       | 10   |
| 19. | Vlag van België      | Timmy Simons       | Club Brugge                             | 9    |
| 20. | Vlag van Portugal    | Orlando Sá         | Maccabi Tel Aviv / Standard Luik        | 5    |
| 21. | Vlag van België      | Youri Tielemans    | RSC Anderlecht                          | 5    |
| 22. | Vlag van Frankrijk   | Franck Berrier     | KV Oostende                             | 4    |
| 23. | Vlag van België      | Thomas Buffel      | KRC Genk                                | 4    |
| 24. | Vlag van Frankrijk   | Ludovic Butelle    | Club Brugge                             | 4    |
| 25. | Vlag van Nederland   | Stefano Denswil    | Club Brugge                             | 4    |
| 26. | Vlag van België      | Laurent Depoitre   | KAA Gent / FC Porto                     | 3    |
| 27. | Vlag van Mali        | Abdoulay Diaby     | Club Brugge                             | 3    |
| 28. | Vlag van België      | Landry Dimata      | KV Oostende                             | 3    |
| 29. | Vlag van Spanje      | Luis García        | KAS Eupen                               | 3    |
| 30. | Vlag van België      | Onur Kaya          | Zulte Waregem                           | 3    |
| 31. | Vlag van België      | Matz Sels          | KAA Gent / Newcastle United             | 3    |
| 32. | Vlag van Brazilië    | Fernando Canesin   | KV Oostende                             | 2    |
| 33. | Vlag van België      | Steven Defour      | RSC Anderlecht / Burnley FC             | 2    |
| 34. | Vlag van Italië      | Stefano Okaka      | RSC Anderlecht / Watford FC             | 2    |
| 35. | Vlag van Nigeria     | Henry Onyekuru     | KAS Eupen                               | 2    |
| 36. | Vlag van Nederland   | Ricardo van Rhijn  | Ajax / Club Brugge                      | 2    |
| 37. | Vlag van Engeland    | John Bostock       | Oud-Heverlee Leuven / RC Lens           | 1    |
| 38. | Vlag van Mali        | Kalifa Coulibaly   | KAA Gent                                | 1    |
| 39. | Vlag van België      | Brecht Dejaeghere  | KAA Gent                                | 1    |
| 40. | Vlag van Senegal     | Mamadou Fall       | White Star Brussel / Sporting Charleroi | 1    |
| 41. | Vlag van België      | Christian Kabasele | KRC Genk / Watford FC                   | 1    |
| 42. | Vlag van Griekenland | Nikos Karelis      | KRC Genk                                | 1    |
| 43. | Vlag van Frankrijk   | Damien Marcq       | Sporting Charleroi                      | 1    |
| 44. | Vlag van Angola      | Clinton Mata       | Sporting Charleroi                      | 1    |
| 45. | Vlag van Zwitserland | Danijel Milićević  | KAA Gent                                | 1    |
| 46. | Vlag van Zimbabwe    | Knowledge Musona   | KV Oostende                             | 1    |
| 47. | Vlag van Brazilië    | Renato Neto        | KAA Gent                                | 1    |
| 48. | Vlag van België      | Silvio Proto       | RSC Anderlecht / KV Oostende            | 1    |
| 49. | Vlag van Kameroen    | Sébastien Siani    | KV Oostende                             | 1    |

### Vrouwen

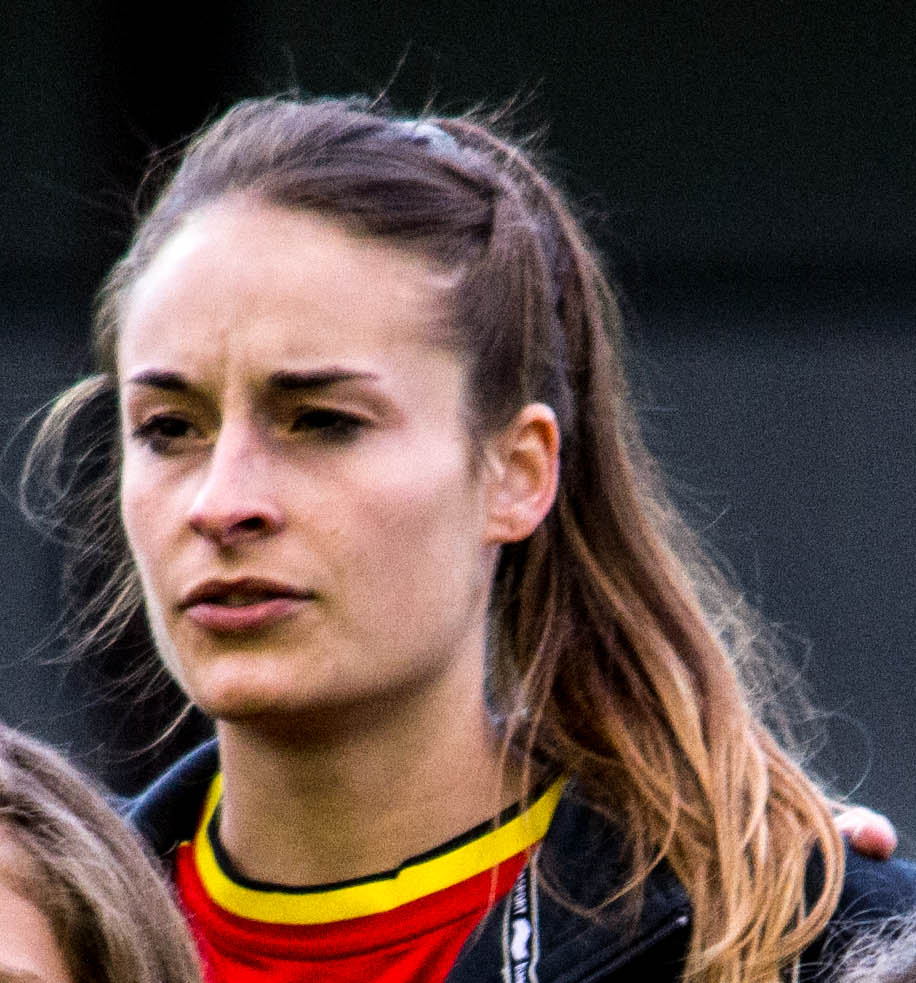
Tessa Wullaert won de eerste Gouden Schoen voor vrouwen.

Bij de vrouwen kwamen enkel Belgen in aanmerking voor de Gouden Schoen.
| Nr. | Naam               | Club(s)                             | Ptn. |
| --- | ------------------ | ----------------------------------- | ---- |
| 1.  | Tessa Wullaert     | VfL Wolfsburg                       | 210  |
| 2.  | Janice Cayman      | FCF Juvisy / Western New York Flash | 186  |
| 3.  | Aline Zeler        | Standard Luik                       | 149  |
| 4.  | Davina Philtjens   | Standard Luik / Ajax                | 69   |
| 5.  | Jana Coryn         | Lierse SK / Lille OSC               | 53   |
| 6.  | Julie Biesmans     | Standard Luik                       | 47   |
| 7.  | Heleen Jaques      | Club Brugge                         | 39   |
| 8.  | Lorca Van De Putte | Kristianstads DFF                   | 37   |
| 9.  | Justien Odeurs     | Lierse SK / FF USV Jena             | 33   |
| 10. | Elke Van Gorp      | Lierse SK / KAA Gent                | 17   |

1954 · 
1955 · 
1956 · 
1957 · 
1958 · 
1959 · 
1960 · 
1961 · 
1962 · 
1963 · 
1964 · 
1965 · 
1966 · 
1967 · 
1968 · 
1969 · 
1970 · 
1971 · 
1972 · 
1973 · 
1974 · 
1975 · 
1976 · 
1977 · 
1978 · 
1979 · 
1980 · 
1981 · 
1982 · 
1983 · 
1984 · 
1985 · 
1986 · 
1987 · 
1988 · 
1989 · 
1990 · 
1991 · 
1992 · 
1993 · 
1994 · 
1995 · 
1996 · 
1997 · 
1998 · 
1999 · 
2000 · 
2001 · 
2002 · 
2003 · 
2004 · 
2005 · 
2006 · 
2007 · 
2008 · 
2009 · 
2010 · 
2011 · 
2012 · 
2013 · 
2014 · 
2015 · 
2016 · 
2017 ·
2018 ·
2019 ·
2020 ·
2022 ·
2023 ·
2024